# COVID-19 в Новой Зеландии
Распространение COVID-19 в Новой Зеландии — распространение пандемии (COVID-19) по территории Новой Зеландии. Первый подтверждённый случай на территории Новой Зеландии был выявлен 28 февраля 2020 года. По состоянию на 21 мая 2020 года в Новой Зеландии официально было выявлено 1 503 случая (1 153 подтверждённых и 350 возможных случаев), из них 1 452 выздоровели, 30 болеют, 21 летальный. Случаи вируса были зарегистрированы во всех 20 региональных управлениях здравоохранения страны, и в 7 из них по состоянию на 21 мая 2020 года — активные случаи заболевания. На основании оценки населения страны в марте 2020 года, составляющей 5 002 100 человек, это даёт стране 230,5 подтверждённых случаев на миллион населения (300,47 подтверждённых и вероятных случаев на миллион населения).
Все границы и въездные порты Новой Зеландии были закрыты для всех нерезидентов в 23:59 19 марта 2020 года, а возвращающиеся граждане и резиденты должны были самостоятельно изолироваться. С 10 апреля все новозеландцы, возвращающиеся из-за границы, должны проходить организованный властями обязательный двухнедельный карантин в специально выделенной для этих целей гостинице.
21 марта для борьбы со вспышкой заболевания в Новой Зеландии была введена четырёхуровневая система оповещения. Первоначально был установлен второй уровень готовности, но затем во второй половине дня 23 марта он был повышен до третьего уровня. Начиная с 23:59 25 марта уровень готовности был повышен до четвёртого (максимального), что привело к введению общенационального карантина. Уровень готовности был снижен до третьего уровня в 23:59 27 апреля, частично сняв некоторые ограничения по карантину, и снижен снова до второго уровня в 23:59 13 мая, сняв строгие карантинные ограничения, но сохраняя при этом требования по физическому дистанцированию.

## Хронология

### Январь
28 января в ответ на эпидемию Министерство здравоохранения основало Национальный координационный центр здоровья. 30 января вышло постановление про Инфекции и зарегистрированные болезни, которое призывало всех практикующих врачей сообщать о каких-либо подозрениях на случаи, которые подпадают под Акт о здоровье 1956 года.

### Февраль
3 февраля Правительство Новой Зеландии сообщило, что всем иностранцам, прибывшим с территории Китая будет отказано во въезде в Новую Зеландию, и лишь граждане Новой Зеландии, постоянные жители и их семьи будут иметь возможность въезжать на территорию страны. Иностранцам, которые посещали Китай, но которые провели последующие 14 дней в другой стране, было разрешено въезжать в Новую Зеландию. 24 февраля этот запрет был продлён на дополнительные 8 дней. Университеты подали запрос к правительству об освобождении всех китайских студентов, которые путешествовали, чтобы учиться в Новой Зеландии.
4 февраля круизное судно Diamond Princess было поставлено на карантин японскими властями в городе Иокогама, после того как у пассажиров была выявлена COVID-19. На борту судна находилось 11 новозеландцев. До 20 февраля 4 пассажира из Новой Зеландии получили положительный результат тестирования на вирус и были отправлены на лечение в Японию. Двое из них должны были вернуться на эвакуационном авиарейсе, — который был организован Правительством Австралии, — из Токио до Дарвина.
5 февраля авиарейс под управлением Air New Zealand, который был запрошен новозеландским правительством, прибыл в Окленд из Уханя. Город Ухань оставался заблокирован с 23 января. Рейс перевёз 193 пассажира, включая 54 новозеландских граждан и 44 постоянных жителя. 35 австралийских пассажиров были перенаправлены на австралийский авиарейс, в то время как остальные 157 пассажиров отправились на двухнедельный карантин на военную базу на Увангапараоа. Из карантина все пассажиры вышли 19 февраля.
7 февраля Министерство здравоохранения забронировало бесплатный телефонный номер (0800 358 5453) для звонков, касающихся COVID-19.
28 февраля был подтверждён первый официальный случай заболевания на территории Новой Зеландии. Заболевшей была 60-летняя женщина, вернувшаяся в Окленд 26 февраля после поездки в Иран; назад в Новую Зеландию она добиралась через Бали, Индонезия. Её первые два теста были отрицательными; третий тест с более точной вероятностью оказался положительным. Её направили в Городскую больницу Окленда. Новая Зеландия стала 48-й страной, в которой выявили случай COVID-19. 28 февраля Правительство расширило ограничения на путешествия, в которые вошёл запрет принимать приехавших из Ирана.

### Март
4 марта был выявлен второй случай вируса у 30-летней женщины, вернувшейся в Новую Зеландию из северной Италии 25 февраля. Она прилетела в Окленд через Сингапур, после чего 2 марта села на домашний рейс из Палмерстон-Норт. Её партнёр также проявил симптомы вируса и стал четвёртым случаем, который официально подтвердили 6 марта.
5 марта был подтверждён третий официально зарегистрированный случай в Новой Зеландии и первый случай, который был передан внутри страны. 40-летний мужчина из Окленда был инфицирован COVID-19 двумя членами семьи, которые вернулись из Ирана 23 февраля. Три оставшиеся члена семьи ещё до этого чувствовали себя плохо. 7 марта был объявлен пятый случай у 40-летней женщины, которая была партнёром человека со случаем номер три. Один из членов семьи, вернувшейся из Ирана, был отцом человека со случаем номер три.
6 марта Генеральный директор здравоохранения Эшли Блумфилд объявил, что 8 людей из Новой Зеландии были пассажирами круиза Grand Princess из Сан-Франциско в Мексику, проходившего 11-21 февраля, и которые находились близ человека с подтверждённым случаем COVID-19. На время этого объявления все 8 пассажиров уже вернулись в Новую Зеландию. Одной из них была 70-летняя женщина, которая находилась в больнице с заболеванием дыхательных путей, после чего была выписана и считается возможным случаем заражения.
14 марта шестой подтверждённый случай был зарегистрирован у 60-летнего мужчины из Окленда, который недавно вернулся из США. Он самоизолировался.
15 марта было подтверждено ещё два случая, что довело общее число случаев COVID-19 в Новой Зеландии до 8. Седьмым случаем стал мужчина, который путешествовал из Австралии в Веллингтон. Восьмым случаем стала женщина, посетившая Данию, и которая приехала в Окленд через Доху и потом через Крайстчерч, перед тем как приехать на автобусе в Куинстаун, где почувствовала себя больной и была госпитализирована.
17 марта было подтверждено ещё 4 случая, что в общей сложности составляет 12 за всё время. Девятым и десятым случаями стали мужчина и его отец из Веллингтона, вернувшиеся в страну из США. Одиннадцатым случаем был мужчина из Данидина, который вернулся назад из Германии. Двенадцатым случаем был старшеклассник из Данидина, который был сыном человека с одиннадцатого случая.
18 марта Министерство здравоохранения подтвердило, что за сутки в стране выявили 8 новых случаев коронавируса, что увеличило общее число случаев до 20. Четыре из этих новых случаев случились в Окленде, два в регионе Уаикато, один в Крайстчерче и один в Инверкаргилле.
19 марта Министерство здравоохранения подтвердило ещё 8 новых случаев вируса, что увеличило общее число случаев до 28. Два из новых случаев были в Окленде, два в Таранаки, один в Данидине, один в Куинстауне, один в Нортленде, один в Роторуа.
20 марта было выявлено 11 новых случаев, что составило в общей сумме 39 случаев: 5 в Окленде, 2 в Уаикато, 2 в Веллингтоне, 1 в Кентербери, 1 в Хокс-Бей. Все новые случаи касались людей, которые путешествовали за рубеж.
21 марта выявили 13 новых случаев, что увеличило общее их число до 52. Два из новых случаев не имели связи с зарубежными поездками; Министерство здравоохранения продолжает расследование касаемо этого дела.
22 марта было подтверждено 14 новых случаев, что дало в общем числе 66. 11 из новых случаев имели связь с зарубежными поездками. Два человека с других случаев посещали Конференцию мирового Хирфорда в Квинстауне, которая проходила 9-13 марта и включала делегатов из Новой Зеландии и многих других стран.
23 марта 36 новых случаев было подтверждено, что увеличило общее число до 102. Два случая находятся под подозрением в отношении распространения внутри страны; этот случай стал причиной объявления Ардерном перехода Новой Зеландии на третий уровень опасности во время брифинга в 13:40.
24 марта было выявлено 40 новых случаев, и по состоянию на это число было проведено свыше 1 400 тестов. С этой даты к общему числу случаев начали прибавлять людей с вероятными случаями заражения коронавирусом; это увеличило общее число случаев инфицирования до 155. В эти числа также входят 4 случая распространения внутри страны: 3 в Окленде и 1 в Вайирарапа.
25 марта выявлено 50 новых случаев; включая возможные случаи, общее количество по Новой Зеландии выросло до 205. В 12:21 в парламенте Министр гражданской обороны Пени Энаре объявил о начале национального чрезвычайного положения после того, как страна достигла четвёртого уровня опасности в 23:59. Чрезвычайное положение будет длиться 7 суток, но может быть продолжено в будущем.
26 марта выявлены новые 78 случаев, что дало в общем числе 283. По состоянию на данные сутки 27 людей выздоровело после инфицирования вирусом. Также было сообщено, что 168 новозеландцев, которые приехали из-за границы, находились на карантине.
27 марта число новых случаев составило 85, а общее число по стране увеличилось до 368.
28 марта органы здравоохранения сообщили о 83 новых случаях, включая 78 подтверждённых и 5 вероятных случаев, что составило в общем 451 случай. Air New Zealand сообщила, что некоторые люди из её персонала получили положительный результат теста на коронавирус.
29 марта число новых подтверждённых случаев составило 60; 3 новых возможных случая. Общее число случаев на эту дату составило 514 (476 подтверждённых и 38 вероятных). По состоянию на эти сутки 56 людей выздоровело после инфицирования вирусом. Также 28 марта произошла первая смерть в государстве, вызванная коронавирусом. Умершей была 70-летняя женщина из Вест-Кост.
30 марта было подтверждено 76 новых случаев и один предварительно возможный случай был подтверждён как отрицательный. Общее число случаев на эту дату составило 589 (552 подтверждённых и 37 вероятных). Было сообщено, что по состоянию на эти сутки было зарегистрировано 10 случаев распространения внутри страны, но 2 % от общего количества, а 57 % подтверждённых случаев относились к людям, путешествовавшим за границу; 27 % находились в близком контакте с людьми подтверждённых случаев. 12 людей были госпитализированы, двое из них находились на интенсивной терапии.
31 марта число новых подтверждённых случаев составило 58. Общее число случаев на эту дату составило 647 (600 подтверждённых и 47 вероятных). По состоянию на эти сутки 74 человека выздоровело после инфицирования вирусом.

### Апрель
1 апреля было сообщено о 61 новом случае (47 подтверждённых и 14 возможных). Общее число случаев на эту дату составило 708 (647 подтверждённых и 61 возможный). В этот же день было объявлено, что на островах Чатем начались проблемы с наличием провизии из-за массовых панических закупок.
2 апреля было сообщено о 89 новых случаях (76 подтверждённых и 13 возможных). Общее число случаев на эту дату составило 797. Было сообщено, что по состоянию на эти сутки 92 человека выздоровело после инфицирования вирусом и 13 находились в стабильном состоянии в больнице.
3 апреля было сообщено о 71 новом случае (49 подтверждённых и 22 возможных). Общее число случаев на эту дату составило 868 (772 подтвержденных и 96 возможных). Было зафиксировано 11 новых случаев выздоровления. По состоянию на эти сутки 103 человека выздоровело после инфицирования вирусом, 13 человек госпитализированы, один из них находился в критическом состоянии. Было сообщено об образовании десяти очагов заболевания, самый большой из них — в колледже Марист в Окленде.
4 апреля выявлено 82 новых случая (52 подтверждённых и 30 возможных). Общее число случаев на эту дату составило 950 (824 подтверждённых и 126 возможных), 24 человека выздоровели. По состоянию на эти сутки 127 человек выздоровело после инфицирования вирусом. За прошедшие сутки было протестировано более 3600 человек.
5 апреля было зарегистрировано 89 новых случаев (48 подтверждённых и 41 возможный). Общее число случаев на эту дату составило 1 039 (872 подтверждённых и 167 возможных), 29 человек выздоровели. По состоянию на эти сутки 156 человек выздоровело после инфицирования вирусом. Число госпитализированных возросло до 15, причем трое из них находились в реанимации, из которых двое — в критическом состоянии. Было сообщено об образовании двух новых очагов заболевания, по одному в Окленде и Кентербери. Общее число очагов заболевания достигло 12. В тот же день была опубликована статистика по этнической принадлежности заболевших: 74% заболевших коронавирусом составляли жители Новой Зеландии европейского происхождения (пакеха), 8,3% — азиаты, 7,6% — маори и 3,3% — выходцы с тихоокеанских островов.
6 апреля выявлено 67 новых случаев (39 подтверждённых и 28 возможных). Общее число случаев на эту дату составило 1 106 (911 подтверждённых и 195 возможных), 20 человек выздоровели. По состоянию на эти сутки 176 человек выздоровело после инфицирования вирусом. Всего госпитализировано 13 человек, из них трое остаются в реанимации.
7 апреля было зарегистрировано 54 новых случая (32 подтверждённых и 22 возможных). Общее число случаев на эту дату составило 1 160 (943 подтверждённых и 217 возможных), 65 человек выздоровели. По состоянию на эти сутки 241 человек выздоровело после инфицирования вирусом, что впервые ознаменовало сокращение числа активных случаев заболевания (поскольку общее число случаев включает в себя случаи выздоровления).
8 апреля выявлено 50 новых случаев (26 подтверждённых и 24 возможных). Общее число случаев на эту дату составило 1 210 (969 подтверждённых и 241 возможных), 41 человек выздоровели. По состоянию на эти сутки 282 человек выздоровело после инфицирования вирусом. Всего госпитализировано 12 человек, из них четверо остаются в реанимации, из которых двое — в критическом состоянии.
9 апреля выявлено 29 новых случаев (23 подтверждённых и 6 возможных). Общее число случаев на эту дату составило 1 239 (992 подтверждённых и 247 возможных), 35 человек выздоровели. По состоянию на эти сутки 317 человек выздоровело после инфицирования вирусом. Всего госпитализировано 14 человек, из них двое — в критическом состоянии. К концу дня было объявлено об обязательном введении карантина для новозеландцев, возвращающихся домой из-за рубежа.
10 апреля выявлено 44 новых случая (23 подтверждённых и 21 возможных). Общее число случаев на эту дату составило 1 283 (1 015 подтверждённых и 268 возможных), 56 человек выздоровели. По состоянию на эти сутки 373 человек выздоровело после инфицирования вирусом. Было сообщено, что накануне в Крайстчерче скончалась женщина. Ей было более девяноста лет и она стала одной из жертв вспышки коронавирусной инфекции в доме престарелых Розвуд.

## Данные
Прогрессия случаев COVID-19 по Новой Зеландии:
Новые случаи COVID-19 в Новой Зеландии (подтверждённые и возможные) выделены красным, а смерти — чёрным: